# Жерви
Жерви (Серви, Серби, грч. Ζέρβη, Зерви) је насеље у Грчкој у општини Воден, периферија Средишња Македонија. Према попису из 2021. било је 273 становника.

## Географија
Село се налази на 23 км западно од Водена, у јужном делу подножја планине Ниџе, на надморској висини од 760 м.

## Историја
Руски слависта Виктор Григорович је 1848. године описао, у Очерк за пътешествие по Европейска Турция, Жерве као бугарско село. Крајем 19. века Милош Милојевић је забележио 40 српских кућа у Жервима. Између 1896. и 1900. године село је потпало под Бугарском егзархијом. Према Василу Канчову, у Жервима је 1900. године живело 290 Словена хришћана. Секретар Бугарске егзархије Димитар Мишев је 1905. године забележио да у месту Жерви има 280 Словена егзархиста. Боривоје Милојевић 1920. године наводи да у Жервима има 40 кућа Словена хришћана. Године 1913. у Жервима је било 256 житеља, 1920. године 244, 1928. године 304, а 1940. године је било 457 житеља. Жерви су током Грађанског рата доста настрадали, због чега је неколико породица избегло у Југославију (СР Македонију), а други су избегли на безбеднија места. Након завршетка рата већина мештана се вратила.

### Пописи
| Година       | 1951 | 1961 | 1971 | 1981 | 1991 | 2001 | 2011 | 2021 |
| ------------ | ---- | ---- | ---- | ---- | ---- | ---- | ---- | ---- |
| Становништво | 260  | 392  | 375  | 326  | 334  | 349  | 303  | 273  |

## Привреда
Жерви су полупланинско и прилично пасивно село. Највише се узгајају пшеница, кукуруз, орах и трешња, а развијено је и сточарство. У близини села се налазе наслаге мермера.